# Casaforte di Tarambel
La casaforte di Tarambel, localmente conosciuta anche come tour de Mougne, in patois valdostano Tor de Mougne, è un rudere medievale che si trova tra le frazioni di Épinel e di Crétaz, nel comune valdostano di Cogne.

## Storia
La struttura venne edificata, nei pressi di un crocevia frequentato nel 1198 dai nobili di Chésallet che la cedettero nel secolo successivo al vescovo-conte insieme a tutti i loro beni; egli infeudò poi i terreni ai Moni (o Mogny) di Épinel, fedeli al prelato di Aosta.
Secondo un'ipotesi, nel 1291, Teobaldo de Casaleto (fr. Thibault de Chésallet) la cedette insieme ad altri beni al vescovo Nicola Bersatori.
La storia della casaforte di Tarambel è strettamente intrecciata con quella della comunità locale: vicino alla casaforte sorse il villaggio di Tarambel, probabilmente costituito da due abitati distinti (Mougne e Croix), che divenne il centro amministrativo di Épinel, tanto da avere diritto ad eleggere i propri rappresentanti tra quelli della comunità di Cogne. Il villaggio fu abbandonato nel corso del XVI secolo, probabilmente a causa dell'eccessiva siccità della zona, e gli abitanti si trasferirono così nel villaggio di Épinel, facendolo crescere.

## Architettura
La casaforte conserva l'impianto compatto e a pianta rettangolare originario, ma è ormai ridotto a rudere e privo sia del tetto che dei piani, un tempo sorretti da travi in legno di cui resta testimonianza nei fori delle mura portanti.
Sulle mura, inoltre, si conservano le feritoie e le aperture della colombaia.
L'accesso alla casaforte è rialzato, com'è frequentemente rilevato nelle architetture militari medievali valdostane.

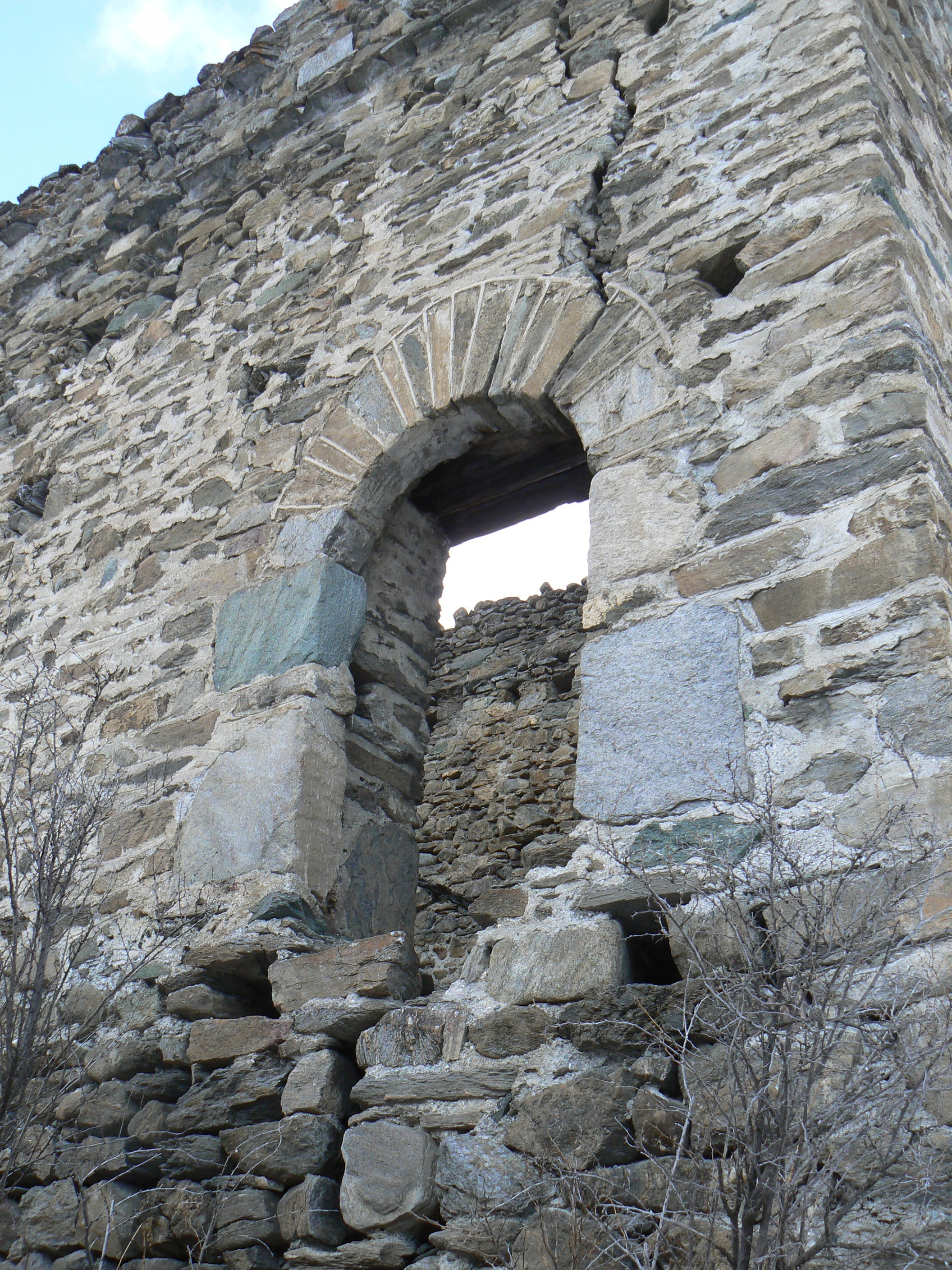
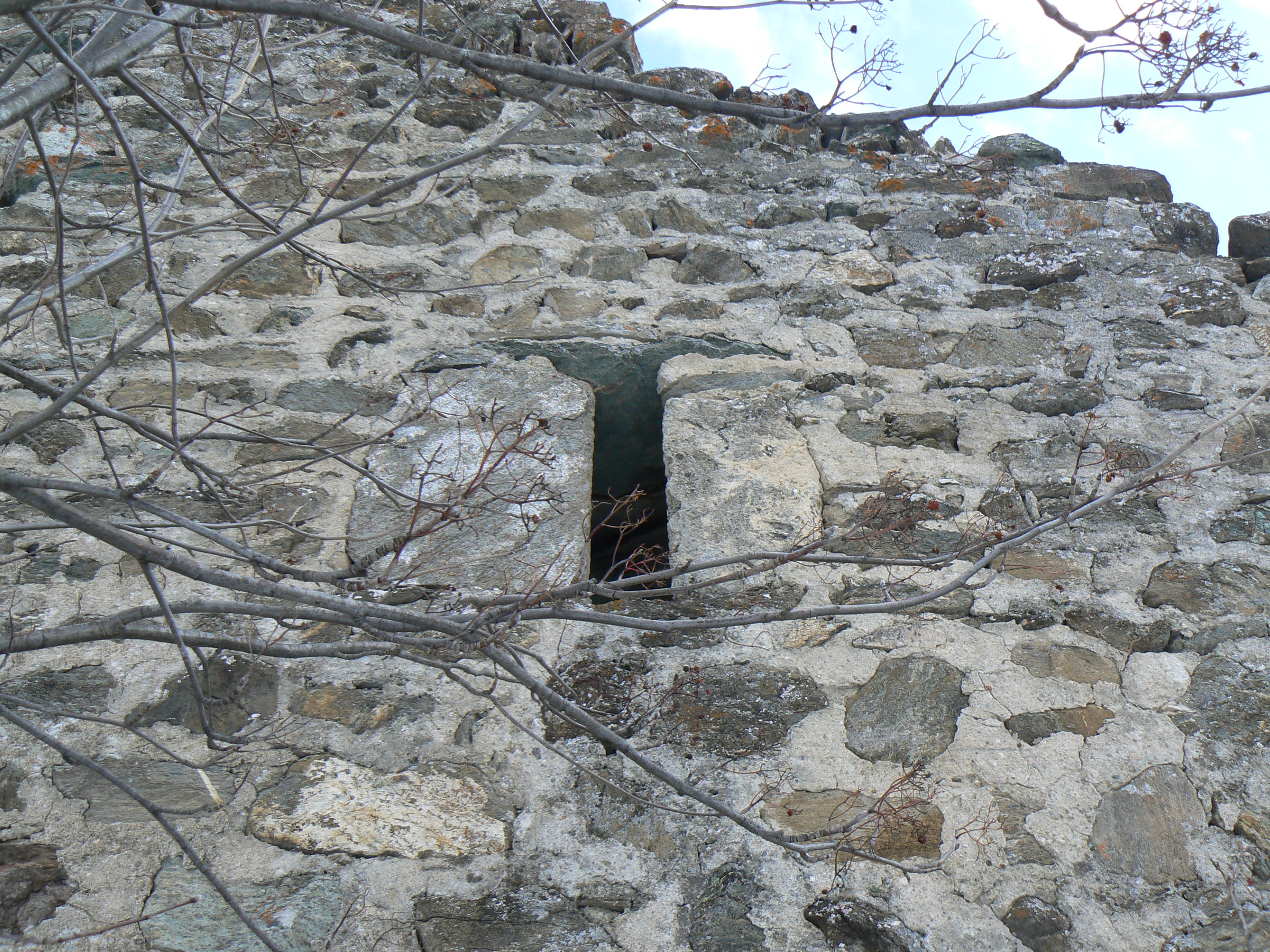
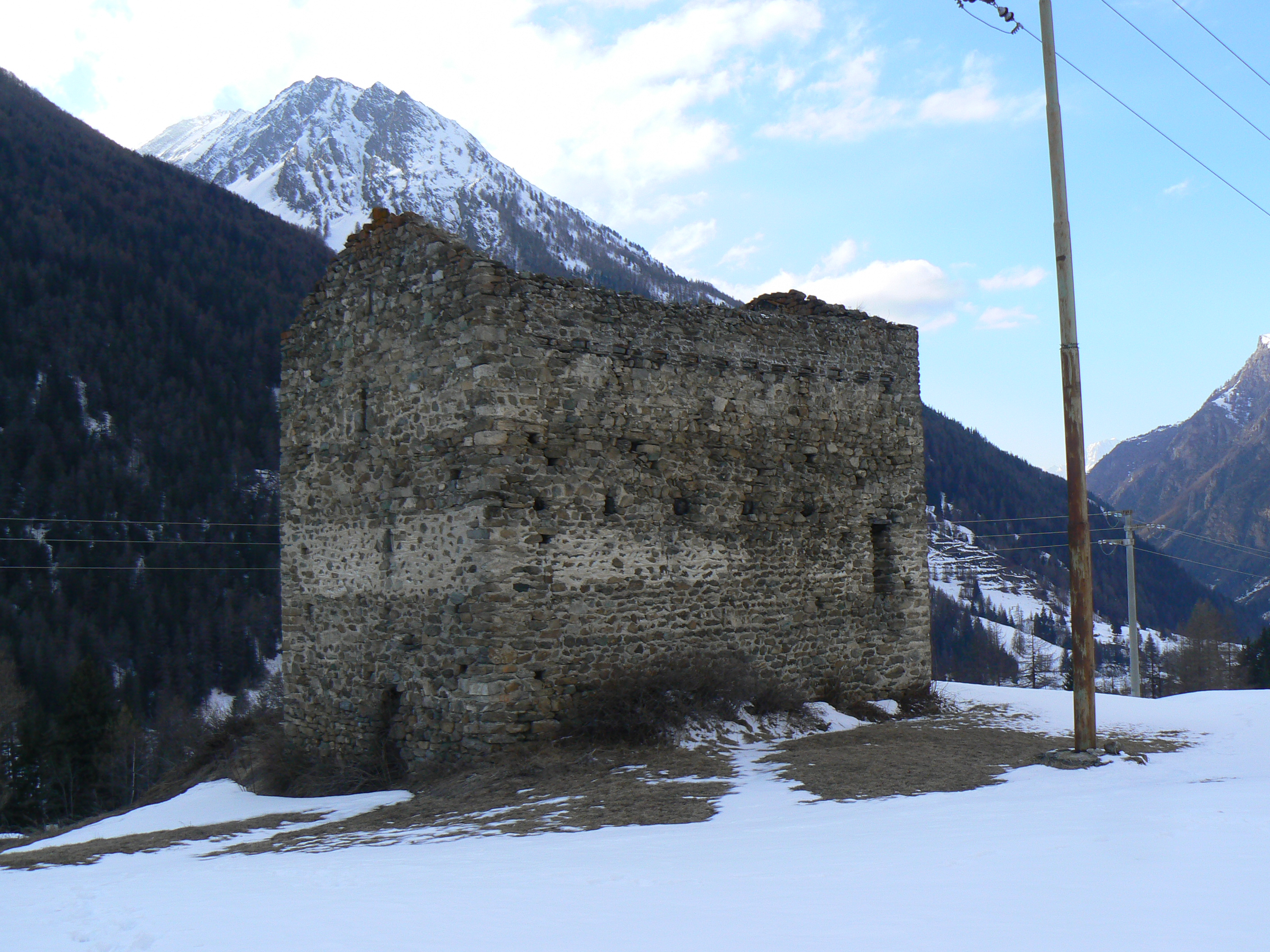
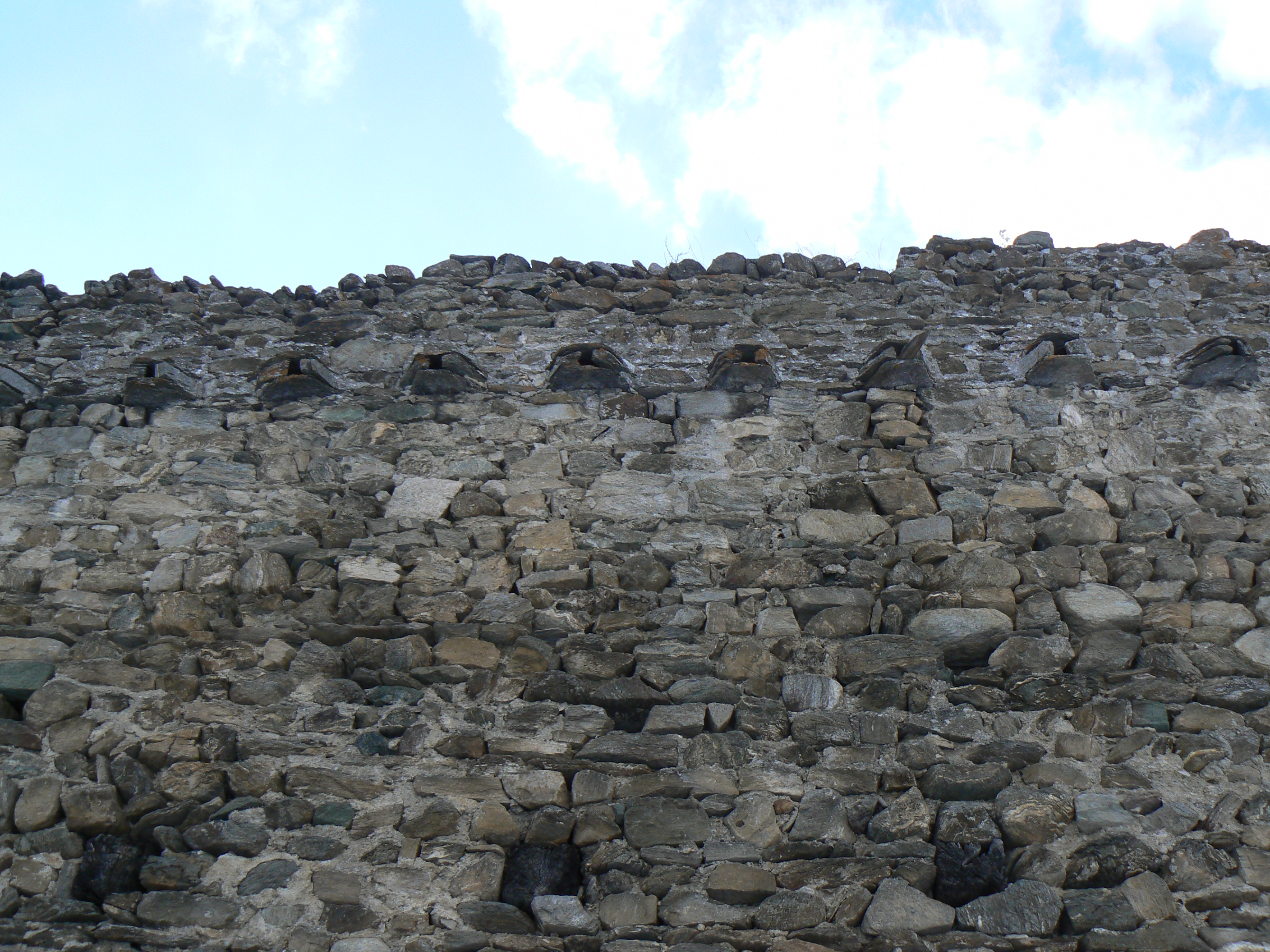
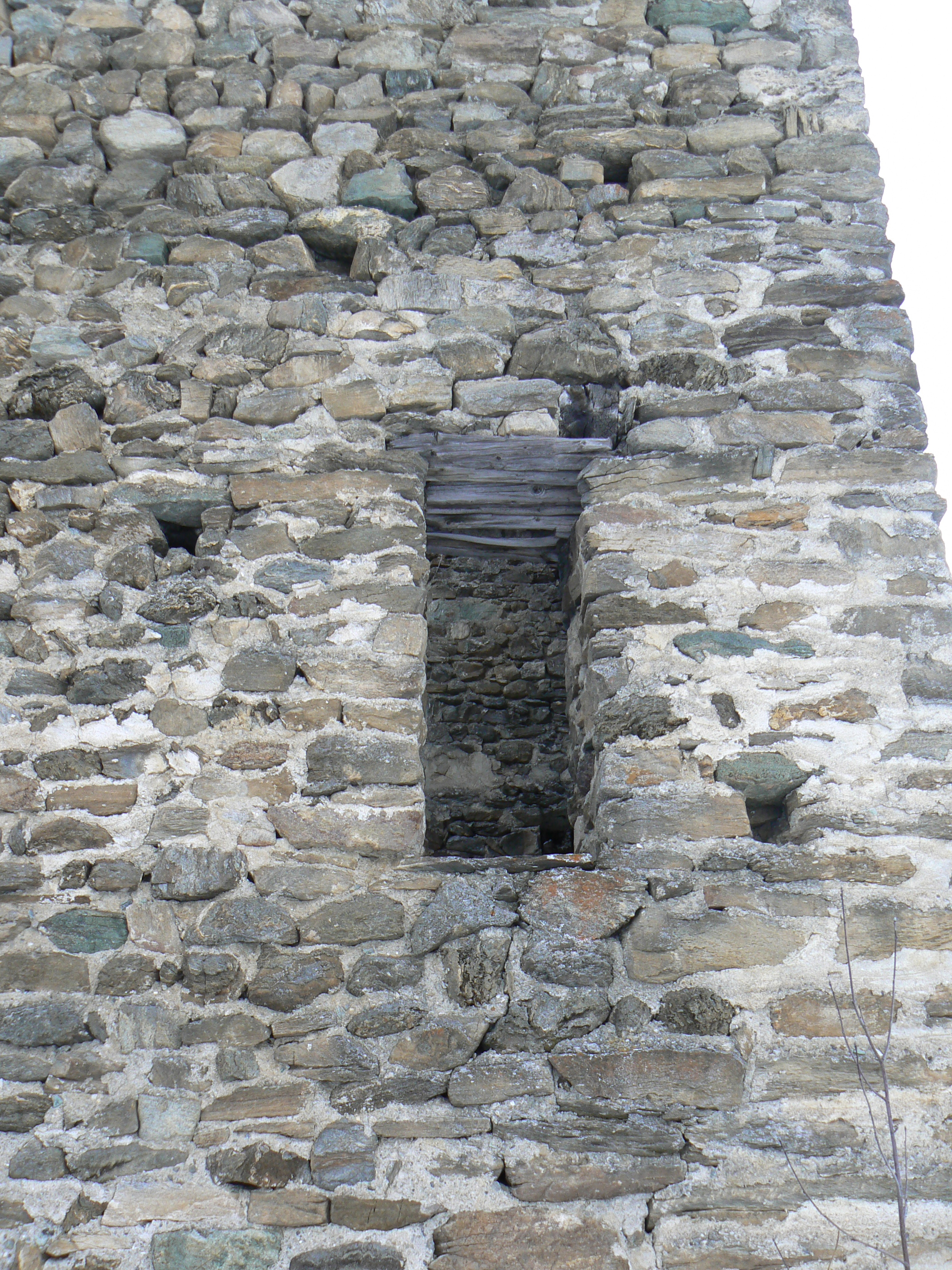
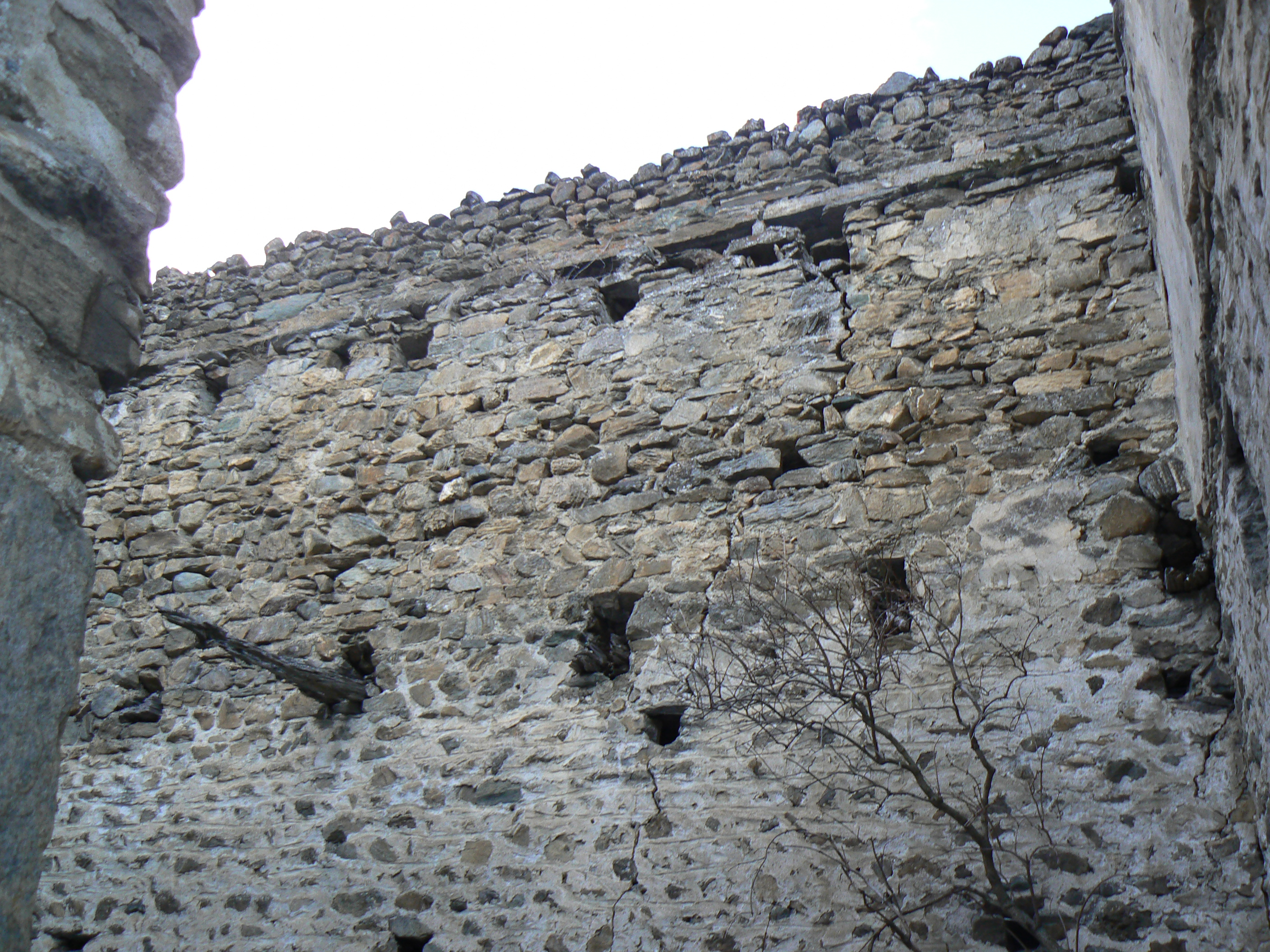
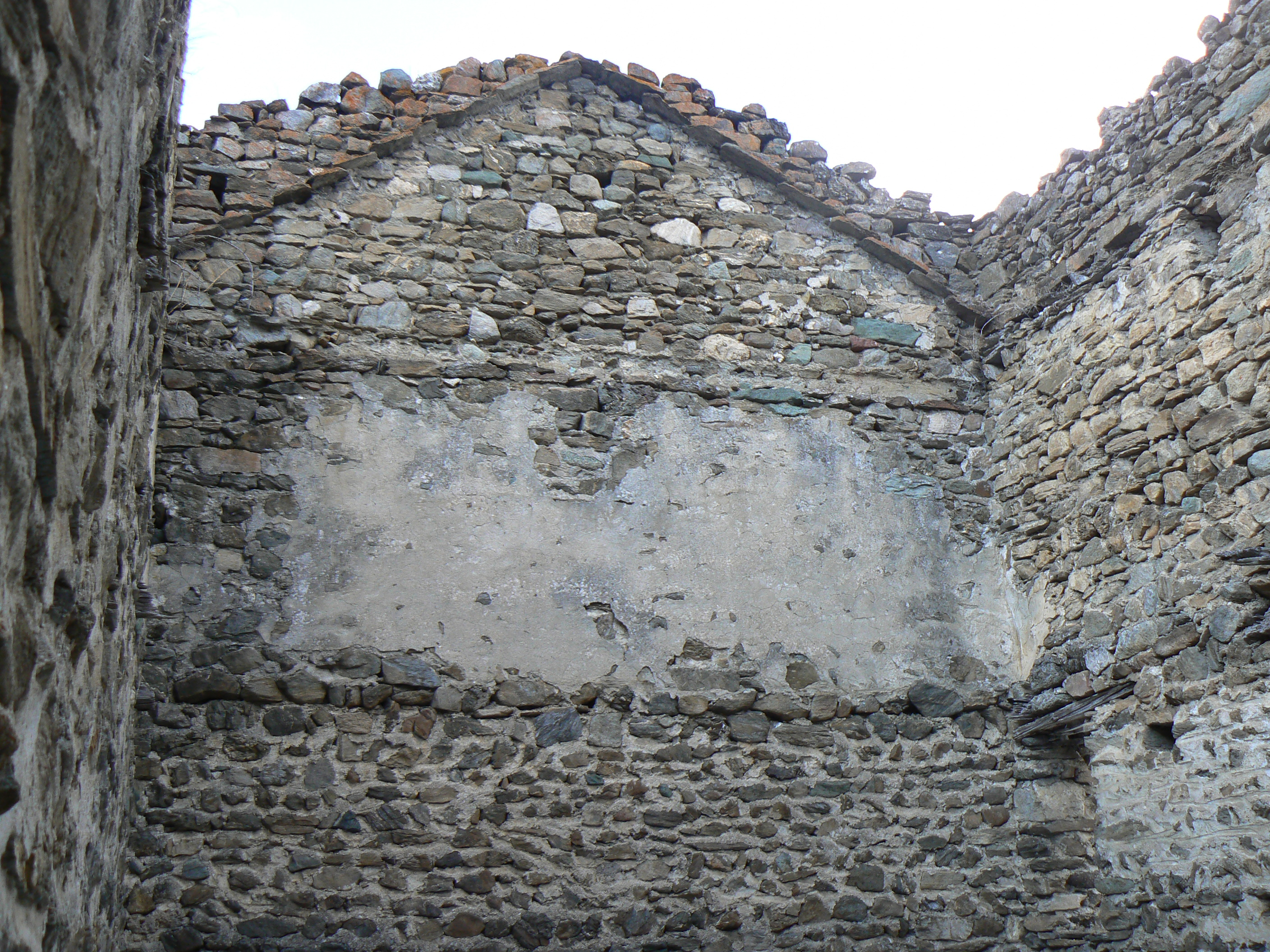